# 10205 Pokorný
10205 Pokorný
10205 Pokorný là một tiểu hành tinh vành đai chính với chu kỳ quỹ đạo là 1304.7771261 ngày (3.57 năm).
Nó được phát hiện ngày 7 tháng 8 năm 1997.